# セントサイモン系
セントサイモン系（セントサイモンけい、St. Simon Sire Line）とは、馬（おもにサラブレッドとセルフランセ）の父系のひとつ。19世紀末から20世紀初頭にかけて大繁栄した。1960年代から70年代にかけても再び栄えたが、21世紀のサラブレッド父系としては極少数派である。

## 歴史
19世紀末にイギリスで出現したセントサイモンを祖とする父系である。この血統のピークは二度あり、歴史的種牡馬であるセントサイモンの能力を背景にした1890年代から1910年代の繁栄、その次が後継種牡馬による1950-1970年の繁栄である。21世紀初頭から北米リボー系は急速に衰退しているという。
2020年現在、オーストラリアにいるプリンスローズ系のラブコンカーズオールが散発的に重賞馬を出しているが、産駒はほぼ全て去勢されている。このほか、イギリスに高齢のリボー系障害用種牡馬、北米に馬術競技用サラブレッドとなったプリンスローズ系種牡馬が少数存在する。

## 流れ
- セントサイモン系
  - フロリゼル系
  - プリンスローズ系
    - プリンスキロ系
    - プリンスビオ系
    - プリンスシュヴァリエ系

  - リボー系
  - ワイルドリスク系
  - ボワルセル系

## サイアーライン
- Darley Arabian 1700
  - Bartlet's Childers 1716
    - Squirt 1732
      - Marske 1750
        - Eclipse 1764　　　---←エクリプス系へ戻る
          - King Fergus 1775
            - Hambletonian 1792
              - Whitelock 1803
                - Blacklock 1814
                  - Voltaire 1826
                    - Voltigeur 1847
                      - Vedette 1854
                        - Galopin 1872 　
                          - St.Simon 1881　　　---↓セントサイモン系（改行）

---↓セントサイモン系---
- St.Simon 1881
  - St. Serf 1887 → *ヘレンサーフ 1903
  - Childwick 1890
    - *インタグリオー 1899
    - Negofol 1906
      - Espino 1923
        - Wait A Bit 1939

  - St. Florian 1891
    - Ard Patrick 1899

  - Florizel II 1891　　---→フロリゼル系へ
  - Persimmon 1893
    - Chatsworth 1901
      - コイワヰ 1908
        - ハクシヨウ 1924

    - *ラシカツター 1905
      - ラシデヤー 1918
        - ハクリユウ 1928
          - マルタケ 1936
            - ミネハル 1948

    - Prince Palatine1908
      - Rose Prince 1919
        - Prince Rose 1928　　---→プリンスローズ系へ

  - St.Frusquin 1893 → *フラストレート 1900
    - Greenback 1907
      - *グリーンルーム 1914
      - *オールグリーン 1921

    - Saint Just 1907
      - Jus Dorange 1912
        - Orange Peel 1919

  - Desmond 1896
    - Charle's O'Malley 1907
    - Othello 1908
    - Lomond 1909
      - *クラツクマンナン 1919 → マンナ 1928
        - クラツクアスト 1928
        - ミラクルユートピア 1931

    - Gradely 1913
      - Caboclo 1922
        - Romantico 1935

  - Diamond Jubilee 1897
    - *ダイヤモンドウェッディング 1905
      - バンザイ 1921

  - William the Third1898
  - Rabelais 1900
    - Havresac 1915
      - Cavaliere d'Arpino 1926
        - Bellini  1937
          - Tenerani 1944
            - Ribot 1952　　---→リボー系へ

        - Traghetto 1942
          - Nuccio 1948

    - Biribi 1923
      - Birikil 1936
        - Biron 1952
          - El Curaca 1958
            - El Virtuoso 1967
              - Caucaso 1981
                - Concepto 1993

    - Rialto 1923
      - Wild Risk 1940　　---→ワイルドリスク系へ

  - Chaucer 1900
    - Prince Chimay 1915
      - Vatout 1926
        - Vatellor 1933
          - *パールダイヴァー 1944
            - テツノオー 1960
            - カムイコタン 1966
            - ギンパール 1967

        - Tout Change 1934
          - Touchwood 1941
            - *ミツサクラ 1950

        - Toubo 1938
        - Le Filou 1946
        - Bois Roussel 1935　　---→ボワルセル系へ

- サイアーライン上はすべて種牡馬もしくは種牡馬入りを表明した馬。